# Enneapterygius larsonae
Enneapterygius larsonae es una especie de pez de la familia Tripterygiidae en el orden de los Perciformes.

## Morfología
• Los machos pueden llegar alcanzar los 3,5 cm de longitud total.

## Hábitat
Es un pez de mar  y de clima tropical que vive hasta los 12 m de profundidad.

## Distribución geográfica
Se encuentra en Papúa Nueva Guinea y Australia.